# 自由新闻报
《自由新聞報》(Freedom News)，中華民國民办報紙。前身為自由新聞社，創建於民國三十九年（1950年）12月1日，由新聞界老報人袁希光所創辦，為國內第一家報導證券的專業新聞媒體。為配合社會經濟發展之需要，擴大後改為《自由新聞報》。日出三大張，頗受讀者投資人的喜愛與好評，發行量普及全台湾海外地區。现已改爲電子報網址：https://freedomnewstw.com （页面存档备份，存于）
《自由新聞報》成立宗旨，在報導台灣財政經濟金融工商動態，分析各股票上市上櫃公司的經營業績及財務狀況，提供讀者客觀公正的資訊，以作為投資時重要參考，同時對於證券專業知識與法令規章及理財觀念，加以深入報導，期為投資大眾服務，以促進證券市場健全發展。
袁希光：籍貫：江蘇省常熟市。父親：袁錦堂；母親：袁王瑞貞；胞兄：袁逸波；大姐：袁蓮貞。
6歲父親病逝；抗戰勝利後，國共內戰，局勢混亂，受母親指示，23歲一人赴台避難，人地生疏，舉目無親，最初在一家民營報社兼任記者，之後籌創「自由通訊社」、「中國建設雜誌」及「自由新聞報」等。
民國38年（1949）與黃月英女士結婚，婚後育有四子；長男袁天明；次子袁天行；三女袁美玲；么女袁美雲。時任監察院長于右任為其證婚人，並惠賜墨寶「祥開百世」一幅致賀。按：于右任是袁希光在上海就讀新聞專科學校的老師，來台後，袁希光創立自由新聞報社後，即任報社董事長。也獲贈了至其難得鼓勵袁希光的墨寶。
在國民黨主政的期間理，和黨國老元總統府資政陳立夫亦師亦友，是上司也是朋友至交，建立了非常好的交情，也獲贈了許多墨寶。
民國39年（1950）12月1日創立「自由新聞通訊社」後改名為「自由新聞報社」。監察院長于右任為董事長。
民國77年（1988）10月1日再成立「財經時報」。
民國45年（1956）5月22日舉辦推動籌設證券交易所座談會。
民國51年（1962）2月9日台灣證券交易所成立。
民國79年（1990）11月26日上海證券交易所成立。
民國81年（1992）6月6日受上海證券周報專訪。
民國56年（1967）任國泰企業研究委員會公關室主任、霖園集團國泰人壽保險公司顧問。
民國69年（1980）舉辦第一屆對證券市場有功企業人士「金星獎」。
民國78年（1989）1月走美參加美國老布希總統就職典禮。
民國79年（1990）受紅蘇省代台辦之邀首訪大陸，中國國務院副總理劉學謙、國台辦主任王兆國於中南海接待。
民國80年（1991）舉辦新聞媒體孝行獎。
民國81年（1992）9月時任台北市報業公會理事長，受大陸中華新聞記者協會之邀再訪大陸。
民國82年（1993）9月19日時任台北市新聞記者公會理事長，再受大陸中華新聞記者協會之邀三訪大陸。
至87年（1998）6月15日止，以台北市報業公會訪問團團長，兩度訪問大陸北京、南京、廣州、上海及西安等地區之新聞單位；以台北市新聞記者公會組團訪問大陸媒體作兩岸新聞交流等，共計訪問中國大陸12次。
學歷：上海中國新聞專校研究科、美國杜威國際大學名譽人文博士、義大利聖塞瑞爾冊封為「爵士」
經歷：中國國民黨中央評議委員、美國共和黨亞裔黨部共同主席、世界至孝篤親舜裔總會理事長（創會人為陳立夫）、中華民國新聞通訊事業協會理事長、中華民國投資協會理事長、中國公共關係協會理事長、中華民國民意測驗協會理事長、中華統一策進會理事長、中華民國證券投資人協會理事長、台北市新聞記者公會理事長、台北市新聞記者俱樂部發起人兼主任委員、台北市報業公會理事長、中國新聞學會常務理事、中華民國愛盲協會副理事長、世界亞盟中國總會榮譽理事、台灣袁氏宗親總會理事長、大眾證券投資公司董事長、儒碩資訊公司董事長、國泰企業顧問、霖園集團國泰人壽公司顧問、立夫醫藥文教基金會董事、潘公展新聞獎學金董事、中華捐血協會名譽理事、自由新聞通訊社社長、台北市通訊事業協會理事長、自由新聞報發行人兼社長、財經時報發行人兼社長、中國建設雜誌發行人兼社長、公共關係社發行人兼社長十大傑出才藝青少年指導委員。
著作：「新聞學概論」、「光照社會」叢書、「中華民國新聞年鑑」、「台灣地方自治民選縣市長」書籍十餘本。
貢獻：為國家社會袁養人才無數，提供多項新聞獎學金，舉辦新聞編採研習營，主辦社會光明面新耳報導獎及孝行獎，時任台北市新聞記者俱樂部理事長期間，與時任國防部政治部主任蔣經國曾舉行一次記者招待會。榮獲政府各政黨主管單位頒發獎狀、獎章、獎牌、獎盃及感謝狀等。